# 百済書記
『百済書記』（ペクチェソギ、朝鮮語: 백제서기/百濟書記）は、大韓民国の小説。副題は失われた根本を探し（イロボリン プリルル チャジャ、잃어버린 뿌리를 찾아）または（前文同）探して（チャジャソ、찾아서）。著者はチョン・ソンヒョク（전성혁）であり号は清水（チョンス、청수/淸水）。発行元はティアッ（띠앗）。
愛子内親王が天皇の祖先は百済人である、という仮説を立証するため、記録上のみでその存在が確認できない書記の秘密を解明し、韓国人の青年との恋愛を通じて両国関係が円滑化する、というあらすじになっている。内容はフィクションであるが、実際に存在する人物の名前や、その人物の境遇が多く採用されている。

## 概要
慶尚北道警察で強力係長を務めていた父をもち、大邱外国語高等学校を卒業後、大学修学能力試験を受験するも成績が自身の予想より低く、浪人を決めていた作者が、2001年に第125代天皇の明仁が68歳となる誕生日前に行った記者会見において、「桓武天皇の生母が百済の武寧王の子孫であるということが続日本紀に記録されており、韓国との縁を感じている」という旨を述べたことを手掛かりに、様々な資料や文献をもとにして小説を執筆し、2002年6月に完成した。また、出版当日の8月15日にこの本を著者自ら、当時在韓日本大使を務めていた寺田輝介宛に日本統治時代の日本の行為について謝罪を求める手紙とともに郵送したと報道されている。また、これ以後、小説の執筆活動は控え、再び受験勉強に専念するが、大学生になったら再び執筆活動を行う気持ちはある、という旨を述べている。